# Ernst Josephson

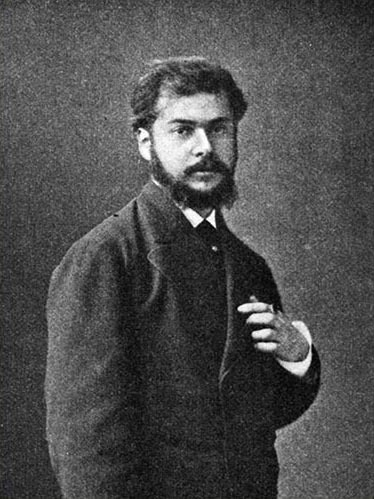
Ernst Josephson

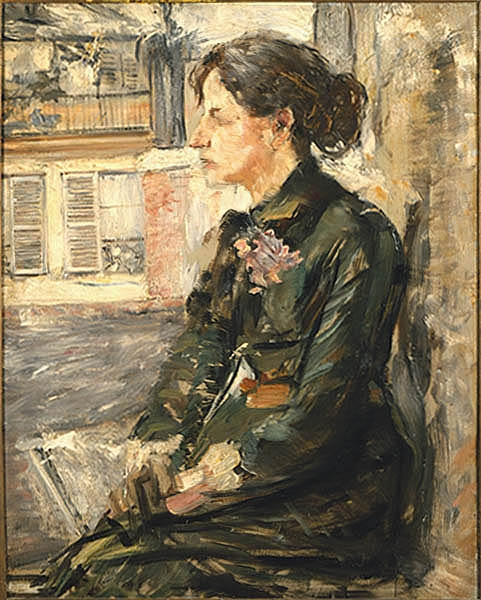
Ernst Josephson: Louise Breslau, 1883/1884, Öl auf Leinwand, 54,5 × 44,5 cm, Schwedisches Nationalmuseum, Stockholm

Ernst Abraham Josephson (* 16. April 1851 in Stockholm, Schweden; † 22. November 1906 ebenda) war ein schwedischer Maler. Er verfasste auch Gedichte in Sammlungen wie Svarta rosor (1888, Schwarze Rosen) und Gula rosor (1896, Gelbe Rosen).

## Leben
Ernst Josephson, aus einer jüdischen Familie stammend, begann schon mit 16 Jahren eine Ausbildung an der Stockholmer Königlichen Kunstakademie. Er ging nach Amsterdam, um in den Museen Rembrandt van Rijn zu kopieren. Im Alter von 20 soll er gesagt haben: „Ich will Schwedens Rembrandt werden, oder sterben.“
Er ging nach Paris und wurde 1874 Schüler in der Malereiklasse von Jean-Léon Gérôme an der Akademie. Während eines Aufenthalts in Paris wurde er auch von Gustave Courbet und Jean-Baptiste Camille Corot beeinflusst. In seiner Pariser Zeit erkrankte er an der Syphilis. Indes reiste er in diesen Jahren auch nach Spanien und Italien. Die spanische Malerei übte einen starken Einfluss auf sein nun folgendes Schaffen aus.
Zunächst reagierte die Kunstkritik negativ auf seine Arbeiten, was ihn stark entmutigte. Zurück in Schweden wurde er Mitglied in der antiakademischen Künstlervereinigung Opponenterna, der auch August Strindberg und Carl Larsson angehörten. Da er ihnen jedoch ebenfalls zu avantgardistisch erschien, war er zunehmend isoliert. Sein Hauptwerk, Strömkarlen (1884, Der Wassermann), wurde vom Schwedischen Nationalmuseum in Stockholm zurückgewiesen – doch Prinz Eugen, der jüngste Sohn des schwedischen Königs Oskar II. und selbst Maler, erwarb das Bild aus Ärger über die Entscheidung. Strömkarlen sollte spätere skandinavische, figürlich arbeitende Maler beeinflussen, allen voran den Norweger Odd Nerdrum.
1883/1884 porträtierte er Louise-Cathérine Breslau in einem Pariser Atelier. Josephson malte sie, wie es zu dieser Zeit sein Vorbild Édouard Manet tat, in nüchternen braun und grau, wobei er dessen Ansatz noch verstärkte. Die Porträts besitzen eine eigentümliche Kombination aus kaum ausgearbeiteter Faktur bei großer psychologischer Durchdringung. Mit fortschreitender Syphilis brach 1887 bei ihm eine Schizophrenie mit Halluzinationen, Größen- und Verfolgungswahn aus. So glaubte er, Jesus Christus zu sein.
Die zahlreichen Zeichnungen, die seit dem Ausbruch der Krankheit entstanden, weisen einen deutlichen Stilwandel auf. Zwei Bildgruppen sind im Wesentlichen zu unterscheiden: Eine, die durch die iterative Verwendung von Kleinmustern und Punkten gekennzeichnet ist, und eine andere, die einen schwungvollen, sicheren und spontanen Zeichenstil aufweist. Er zog sich in die Bretagne zurück und begann sich mit Esoterik zu beschäftigen. Später lebte er in einer psychiatrischen Klinik in Uppsala, die er erst 1891 verlassen konnte. Danach verbrachte er die übrigen Jahre bis zu seinem Tod in absoluter Einsamkeit. Damit erlitt er ein ähnliches Schicksal wie sein von der Krankheit gezeichneter schwedischer Malerkollege Carl Fredrik Hill.
Ernst Josephson ist der Großvater des schwedischen Schauspielers Erland Josephson, bekannt für seine Rollen in Filmen von Ingmar Bergman. Seine Zeichnungen sollen Pablo Picasso und Henri Matisse beeinflusst haben. Als gesichert gilt, das Tristan Tzara, der Gründer von Dada, ihn rezipierte.

## Auszeichnungen
- 1896 erhielt er auf der Internationalen Kunstausstellung in Berlin eine kleine Goldmedaille.

## Werkauswahl

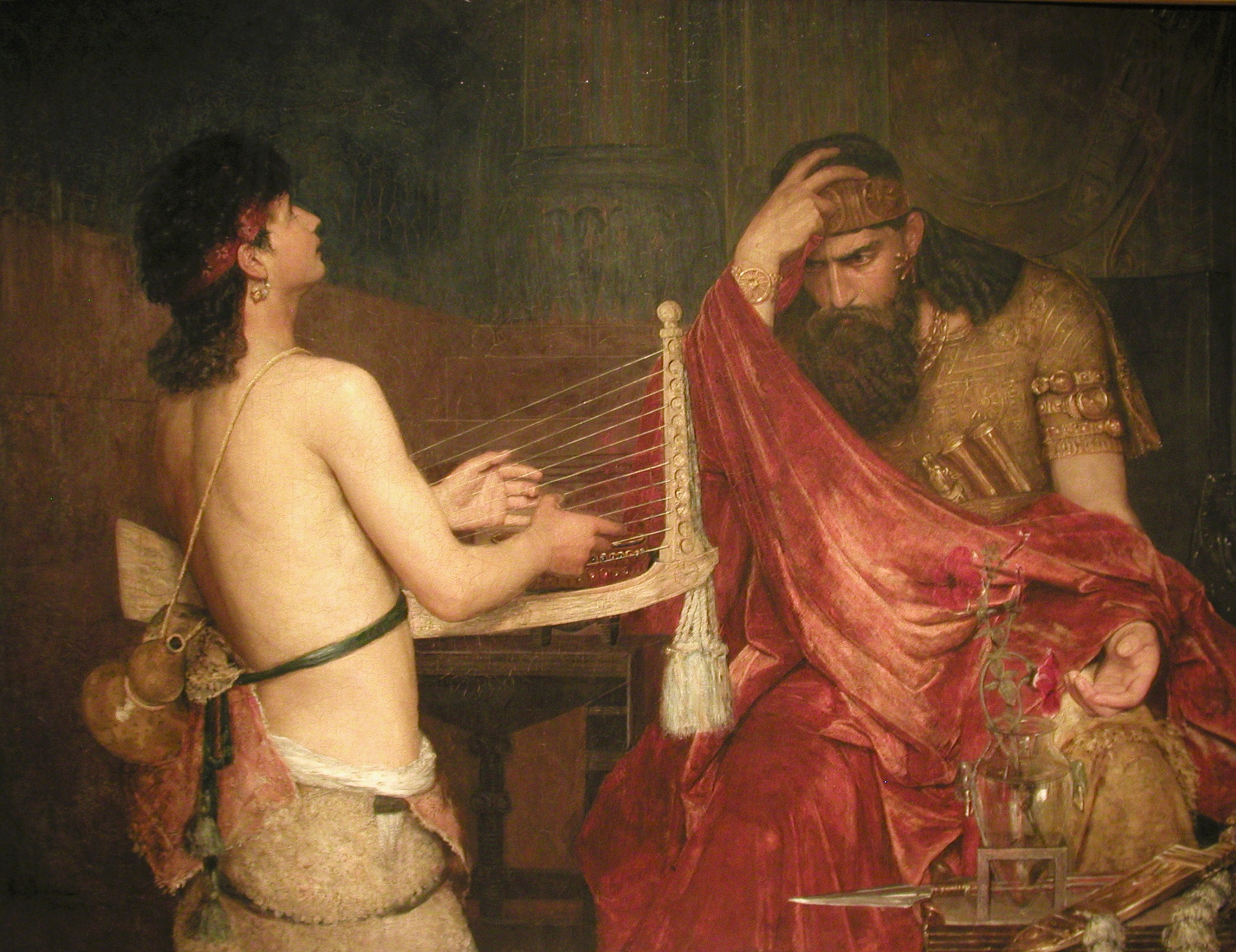
David und Saul, 1878
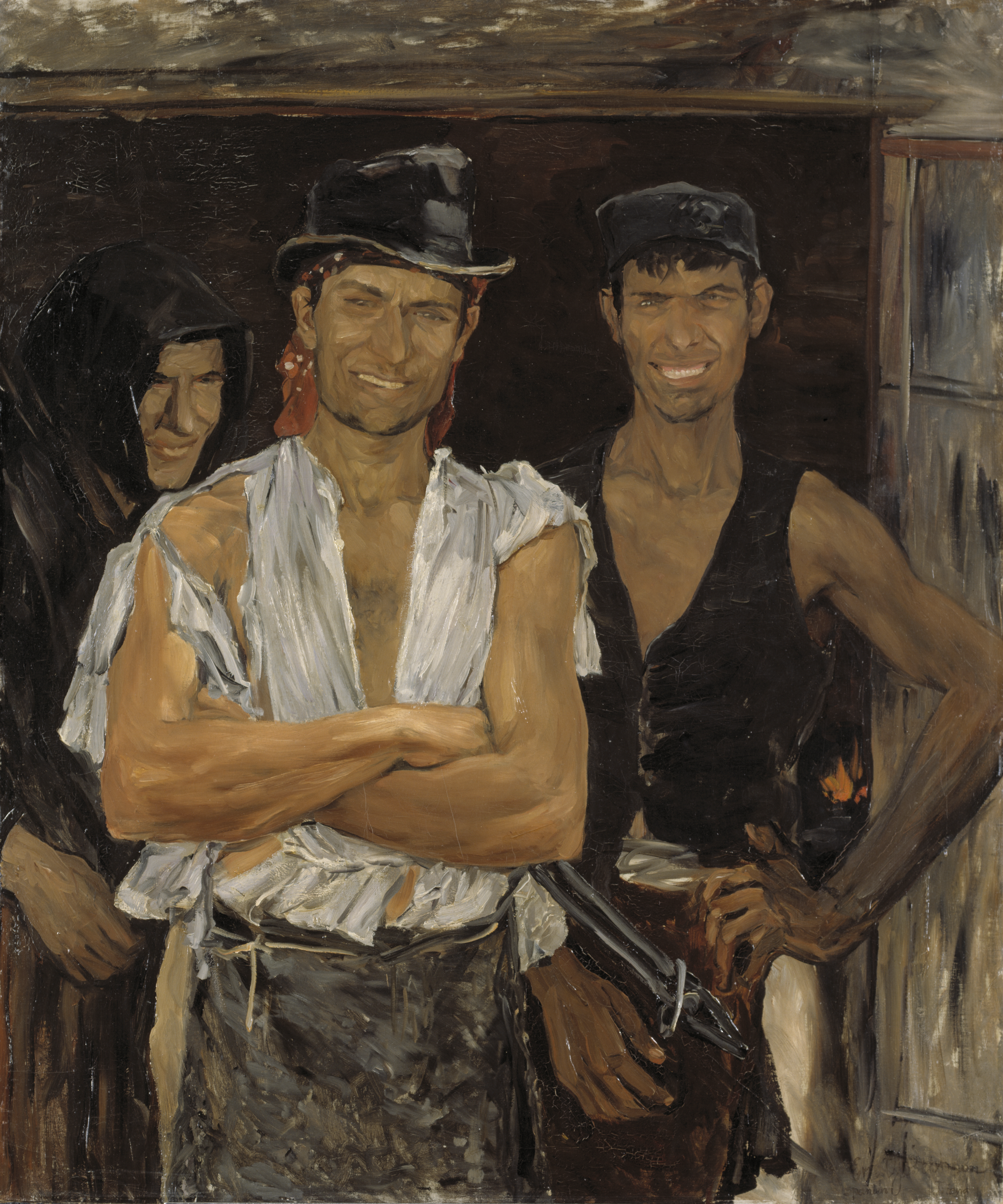
Spanische Schmiede, 1881
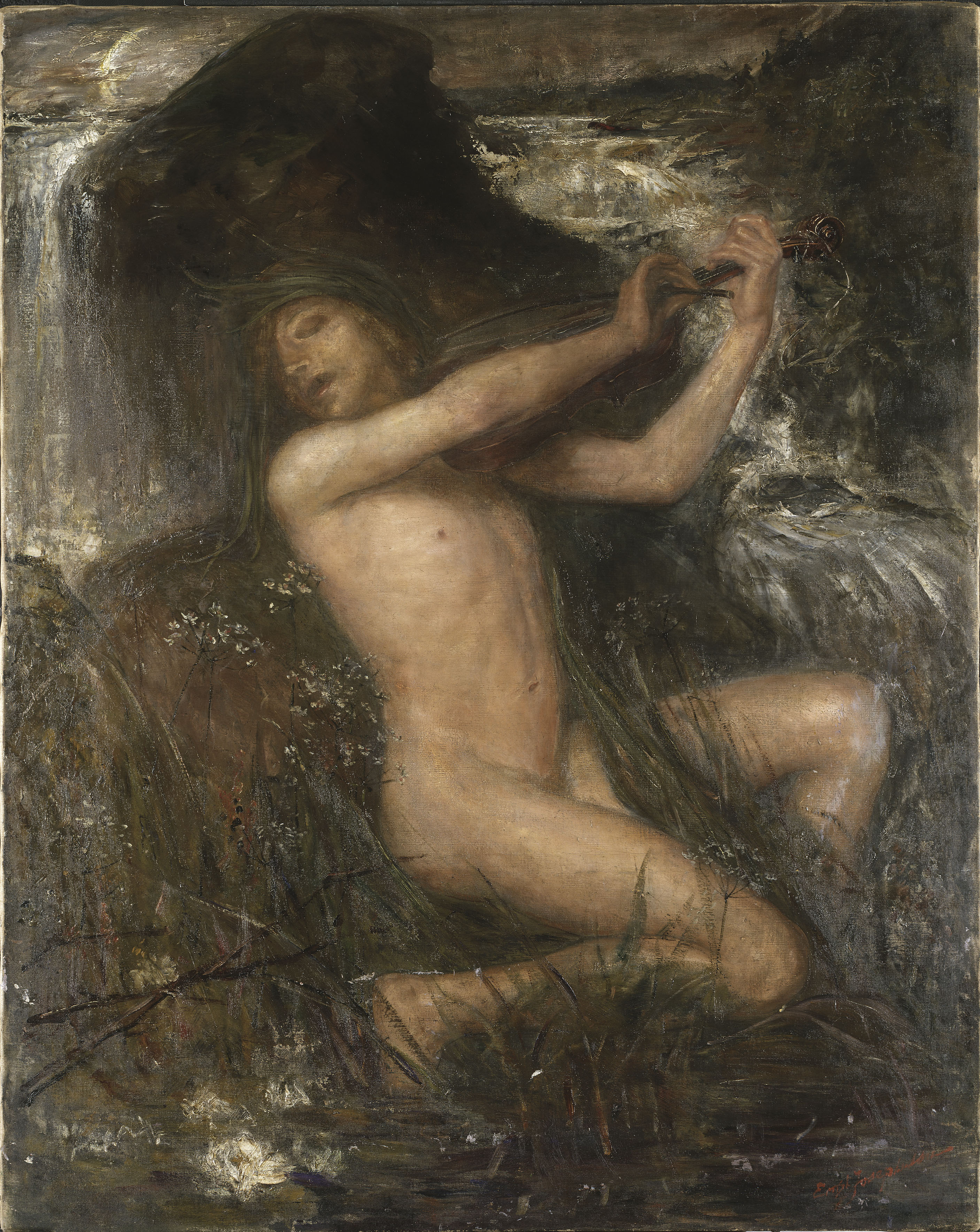
Der Nix (Näcken), 1882
Porträt der Jeanette Rubenson, 1883
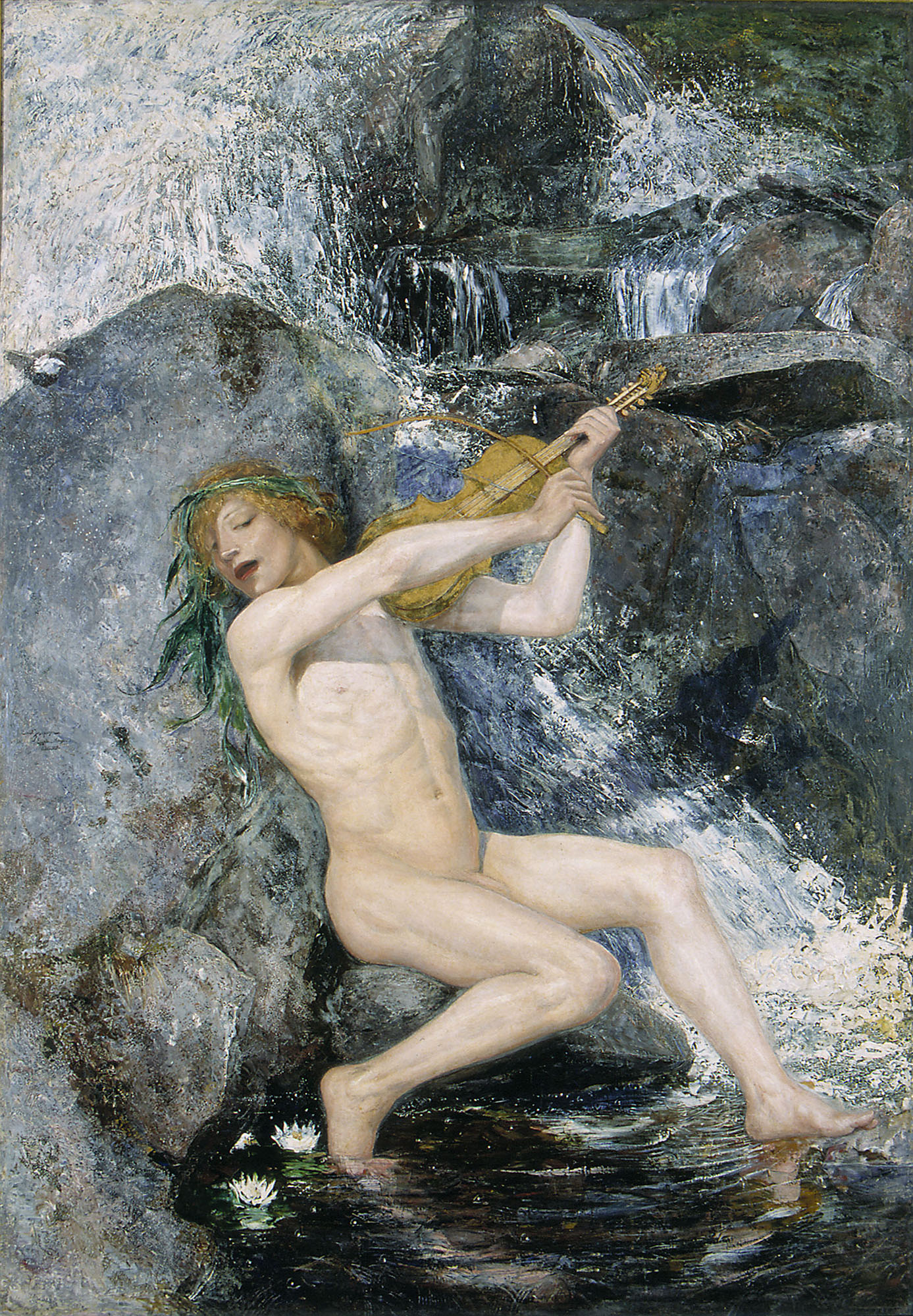
Der Wassermann (Strömkarlen), 1884